# 岐阜県道363号可児停車場線
岐阜県道363号可児停車場線（ぎふけんどう363ごう かにていしゃじょうせん）は、岐阜県可児市下恵戸のJR可児駅・名鉄新可児駅前から同市広見に至る一般県道である。

## 概要
可児市の玄関駅と中心地を結ぶ重要な道路であるが、沿線は可児市立図書館とNTT西日本以外は目立った建物はなく、こぢんまりとした風景が続く。途中に掛かる蛍橋で可児川を渡る。
1999年（平成11年）に開始された駅前区画整理事業に伴う工事が本格化しており、しばらく更地となっていた。
現在では駅前から可児川までの区間には、区画整理によって立ち退かされていた以前の商店街の一部店舗が戻ったり、新たにマンションが建設されるなど活況を呈している。

### 路線データ
- 起点：岐阜県可児市下恵土（可児停車場）
- 終点：岐阜県可児市広見（広見5交差点=岐阜県道64号可児金山線・岐阜県道341号御嵩可児線交点）

## 通過する自治体
- 岐阜県
  - 可児市

## 接続・交差する道路
- 岐阜県道64号可児金山線
- 岐阜県道341号御嵩可児線

## 沿線施設
- JR可児駅
- 名鉄新可児駅
- 可児市立図書館